# 서울교통공사 5000호대 전동차
서울교통공사 5000호대 전동차는 수도권 전철 5호선에서 운행 중인 서울교통공사의 통근형 전동차 차량이다. 현재 총 80개 편성(640량)이 운행하고 있다.

## 사양

### 제어기기
서울교통공사가 최초로 도입한 5000호대 전동차는 스웨덴 ABB사의 기술 제휴로 VVVF-GTO 방식의 제어기기(4500V 3000A GTO 소자)가 도입됐다. 1개의 제어기기가 2량분 8개의 전동기를 제어하며 제어기기는 팬터그래프와 같은 위치에 있다. 2011년 12월 15일, 5호선 전동차에 한해 VVVF 인버터로 교체됐는데, 1차분 502편성이 기존의 ABB VVVF-GTO 인버터에서 다원시스 VVVF-IGBT 인버터로 교체됐다. 이 인버터는 서울 지하철 2호선에서 운행 중인 서울교통공사 2000호대 VVVF 전동차 중 3, 5차분 차량인 206~213, 239~242, 245~248, 285~292편성, 수도권 전철 3호선에서 운행 중인 서울교통공사 3000호대 VVVF 전동차 중 2차분 차량인 316~320, 334~335, 341~348편성, 수도권 전철 4호선에서 운행 중인 서울교통공사 4000호대 VVVF 전동차 중 4차분 차량인 450~470편성, 서울 지하철 7호선에서 운행 중인 서울교통공사 7000호대 전동차·서울교통공사 SR000호대 전동차 중 764~772편성, 부산 도시철도 2호선에서 운행 중인 부산교통공사 2000호대 전동차 중 2차분 253~256편성 등과 동일한 품목이다.

### 편성
|                  |                 | ◇◇              |                 |                 |                 | ◇◇              |       |  |
| 50XX             | 57XX            | 56XX            | 55XX            | 54XX            | 53XX            | 52XX            | 51XX  |  |
| Tc               | M2              | M1              | T               | T               | M2              | M1              | Tc    |  |
| ←하남검단산/마천 | ※XX는 편성 번호 | ※XX는 편성 번호 | ※XX는 편성 번호 | ※XX는 편성 번호 | ※XX는 편성 번호 | ※XX는 편성 번호 | 방화→ |  |

| 객차번호 | 설치된 전장품                        |
| -------- | ------------------------------------ |
| 50XX     | Tc(SIV, 축전지)                      |
| 57XX     | M2(공기압축기,주변환장치)            |
| 56XX     | M1(팬터그래프, 주변압기, 주변환장치) |
| 55XX     | T(무동력객차)                        |
| 54XX     | T(무동력객차)                        |
| 53XX     | M2(공기압축기,주변환장치)            |
| 52XX     | M1(팬터그래프, 주변압기, 주변환장치) |
| 51XX     | Tc(SIV, 축전지)                      |

### 대차, 구체
차체는 STS301L 경량 스테인리스를 사용하고 있다. 이 문서 외에도 다른 모든 경량스테인레스 차체는 STS301L이나 전부 STS304로 잘못 적혀 있다. 현재 한국에서 STS304를 채택한 차량은 부산교통공사 1000호대 1세대 전동차가 유일하다. 대차는 1차 지지부에 세브론고무, 2차 지지부에 에어스프링을 사용하던 볼스터리스 방식의 대차를 채용했다. 제동장치엔 회생제동을 병용하던 KNORR사의 전기지령식 제동을 사용한다.

### ATO와TCMS의 채용
5호선은 ATO에 의한 1인 승무를 기본으로 한다. 이에 따라 자동적인 조종이 가능하도록 역행, 제동지령, 신호제어, 서비스기기 제어기능이 삽입된 TCMS를 채용하였다.

### 객실
2003년 2월 18일 발생한 대구 지하철 화재 참사 이후로 철도 차량 내연 기준이 강화됨에 따라 2006년까지 전 차량 내장재 교체가 이뤄졌다. 내장재 교체 사업은 2005년 흥일기업, 2006년 SLS중공업이 참여했다. 시트는 무광택 스테인레스 시트를 채용했고, 화재 경보기, 객실 비상용 인터컴이 보강됐고 측면 창문을 불연성 유리로 교체하던 과정에서 1차분 차량 상부 계폐식 창문이 2차분 차량처럼 복층 통유리로 변경되었다. 차외 도어 콕크가 차체 하단 배관에서 차체 중앙 하단으로 구조가 변경되었다. 2010년엔 승객 편의를 위해 등받이를 제외한 부분(안장 쪽)에 한해 난연재 모켓 시트가 설치됐고, SMRT-MALL 사업의 일환으로 행선 안내 LED 전광판이 LCD 모니터 방식으로 변경되었다. 측면 행선 표시기는 스크린도어(PSD)의 설치에 따라 전기료 절감을 이유로 제거한 이후 이동통신 사업자(SK텔레콤, KT, LG유플러스)의 와이파이 단말기를 설치·운용 중이다.

## 도입 역사

### 1차 도입분 (1994년12월 23일~1995년11월 29일)

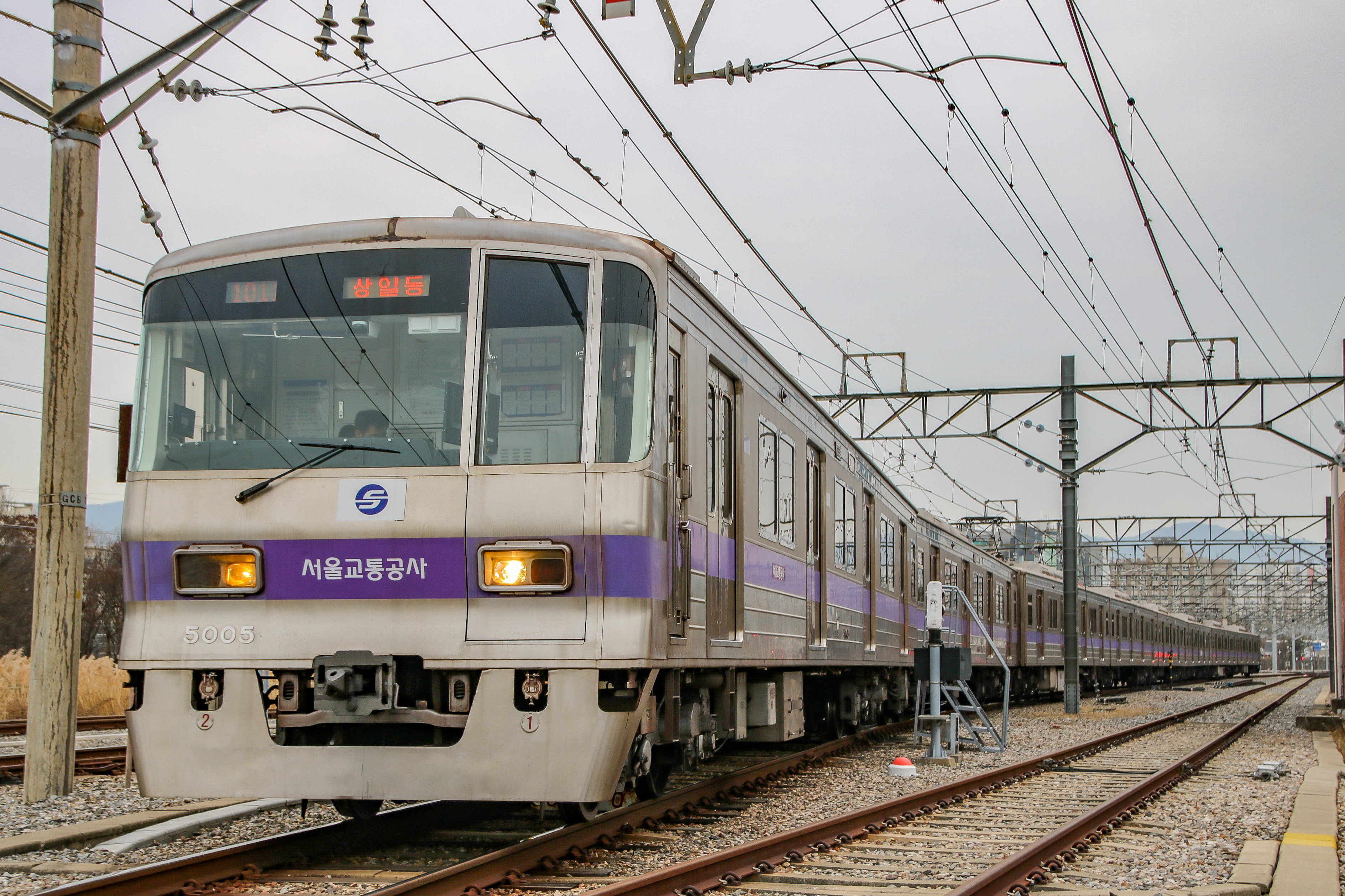
구 505편성(2022년 3월 2일 폐차)

- 해당 편성: 501~546편성 (총 46개 편성)
- 제작사: 현대정공 (현.현대로템)
- 제어방식: VVVF-GTO(ABB)

1995년 11월 15일 강동 구간과 1996년 3월 20일 강서 구간 개통, 1996년 3월 30일 마천지선 개통에 대비해 도입된 차량이다. 도입 당시엔 객실 측면 유리창이 2열 1/3정도가 열린 상부개폐식 방식이었으나 불연성 내장재 교체 작업과 동시에 노약자석 창문을 제외한 나머지 객실 창문이 복층 통유리로 변경됐다. 차량 전면의 LED 행선 안내 표시기가 후기형에 비해 작다. 초도 차량인 구 501편성이 1994년 12월 23일에 현대정공 창원공장에서 출고, 12월 23일에 고덕차량기지에 도착했다. 구 501~구 521편성은 일본국유철도 205계 전동차의 영향을 많이 받은 당시 철도청(현.한국철도공사)과 서울지하철공사(현.서울교통공사) 차량과 마찬가지로 차체가 2톤 스테인리스였으나 구 522~546편성은 차량 전체를 유광 스테인리스로 통일했다. 2010년 538편성에 고객안전을 위해 객실 내 CCTV를 시범 설치해 운영 중이다. 2011년 12월 15일에 구 502편성의 추진제어장치가 인피니언 라이센스 다원시스 2레벨 IGBT(1C4M)으로 개조됐으나, 기존 차량보다도 못한 결과를 초래하며 추가 개조 계획은 백지화돼 버렸다. 2017년 3월 경엔 구 501편성 5101호의 전조등이 LED로 변경됐다. 구 518편성은 2017년 2월경 대차 및 주요 부품 결함에 의해 휴차됐고, 2020년 5월 24일 고덕차량사업소에서 방화차량기지로 568편성에 의해 회송을 하던 중 발산역에서 2량(5318, 5518)이 탈선하던 사고가 발생했다. 새벽 시간이라 부상자는 나오지 않았으나, 앞의 4량은 568편성에 의해 회송됐고, 뒤의 4량을 567편성이 뒤에서 미는 방식으로 회송되던 중 2차 탈선사고가 발생했다. 이 사고로 오전 내내 방화~화곡 구간의 운행이 중단됐고, 이 구간에 셔틀버스를 투입, 운행했으며, 이 사고로 발산역 스크린도어가 파손돼 현재는 교체, 구 518편성은 현재 영구 휴차됐다가 2021년 3월에 차적 삭제 및 결번 처리 후 2022년 1월에 반출 및 폐차 매각이 이뤄졌다. 529편성은 2018년 6월경 방화차량사업소 구내 화재에 의해 사용 불가능이 되자, 구 518편성의 5018호와 조성을 변경해 재운행 중이다.

### 2차 도입분 (1996년2월 3일~8월 7일)

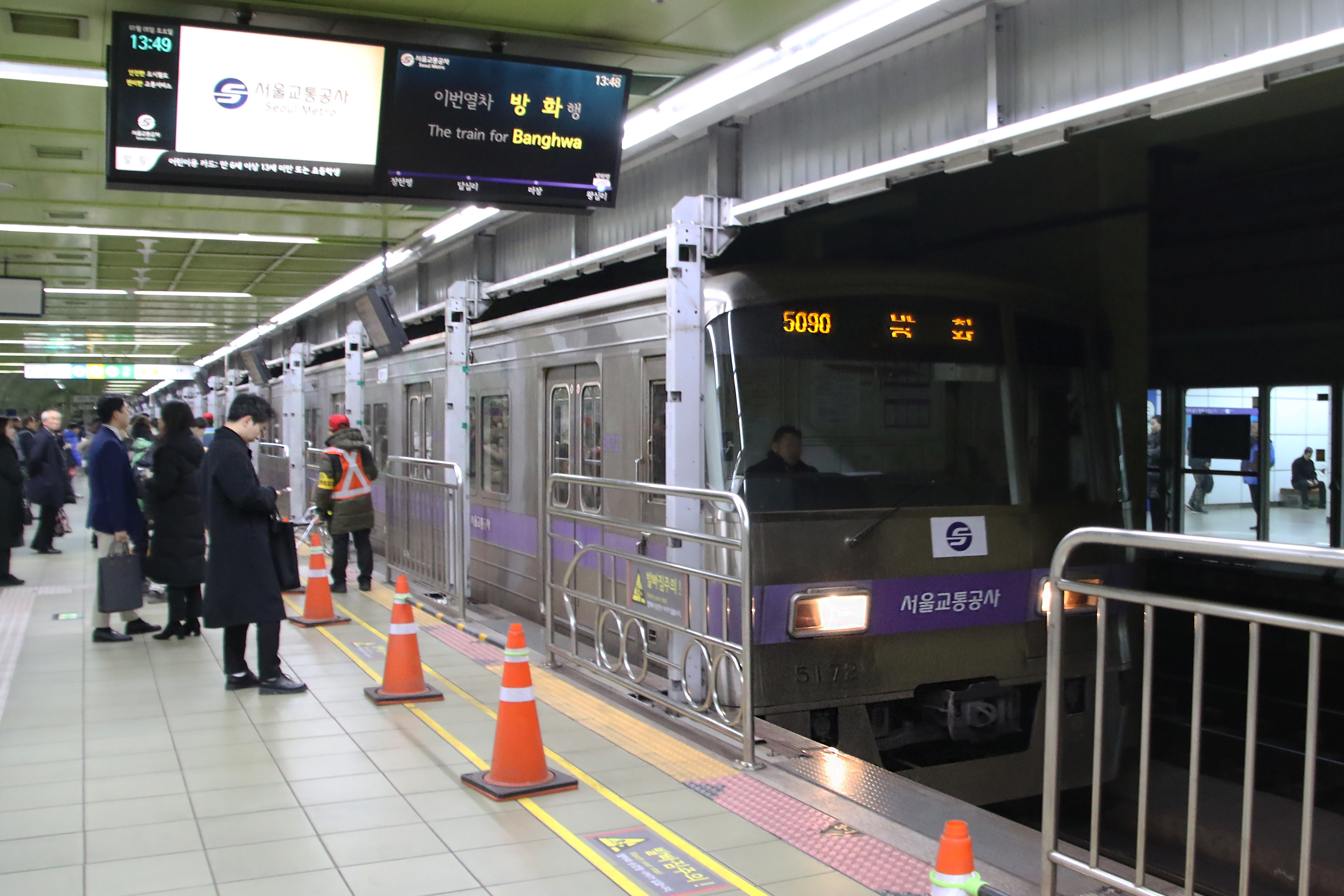
572편성

- 해당 편성: 547~576편성 (총 30개 편성)
- 제작사: 현대정공 (현.현대로템)
- 제어방식: VVVF-GTO(ABB)

1996년 8월 12일 영등포 구간과 12월 30일 전 구간 완전 개통을 대비해 도입된 차량이다. 도입 당시부터 개폐가 되지 않는 복층 통유리(노약자석 부분 제외)가 적용됐고, 차량 전면 행선 안내 표시기가 전기형에 비해 커져 이용객의 편의를 도모했다. 전류계의 현시 방법(1차 반입분의 경우 최대 수치를 현시, 2차분 차량의 경우 평균치를 현시) 등 기술적으로도 자잘한 부분들이 개선됐으나, 1차분 차량에 비해 눈에 띄게 변화된 부분은 없다. 566편성은 2017년 9월경 동대문역사문화공원역에서 핵심 부품 노후화로 폭발한 이력이 있다.

### 3차 도입분 (2018년5월 1일~7월 5일)

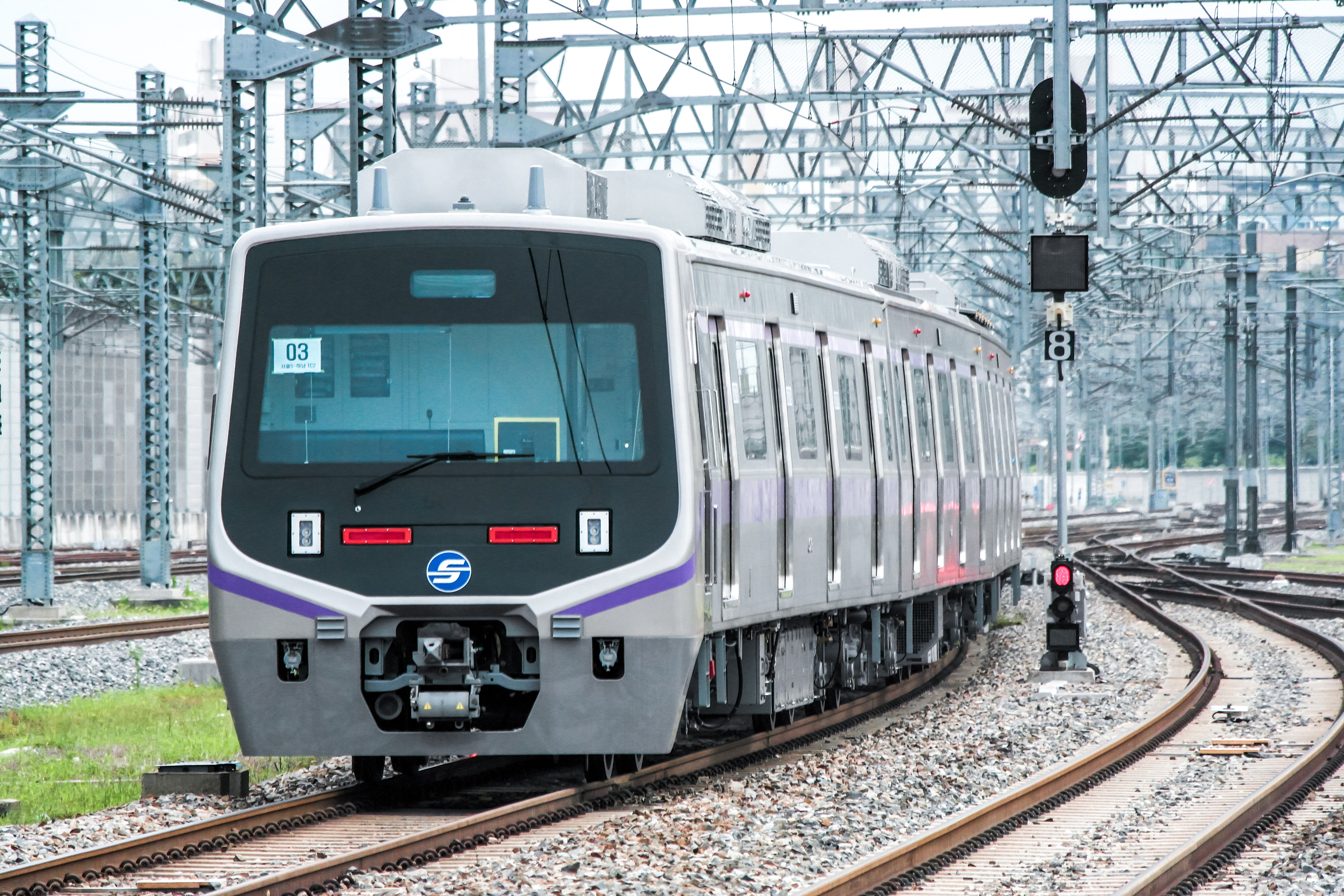
579편성

- 해당 편성: 577~580편성 (총 4개 편성)
- 제작사: 현대로템
- 제어방식: VVVF-IGBT(현대로템 IPM)

2019년 7월 18일 하남선 개통에 대비하여 도입된 차량이다. 추진제어장치는 VVVF-IGBT로 서울교통공사 2000호대 VVVF 전동차 중 4차분 차량(214, 232~238, 256, 273~284, 293편성)과 동일한 구동음이다.

### 4차 도입분 (2021년3월 22일~2023년1월 12일)

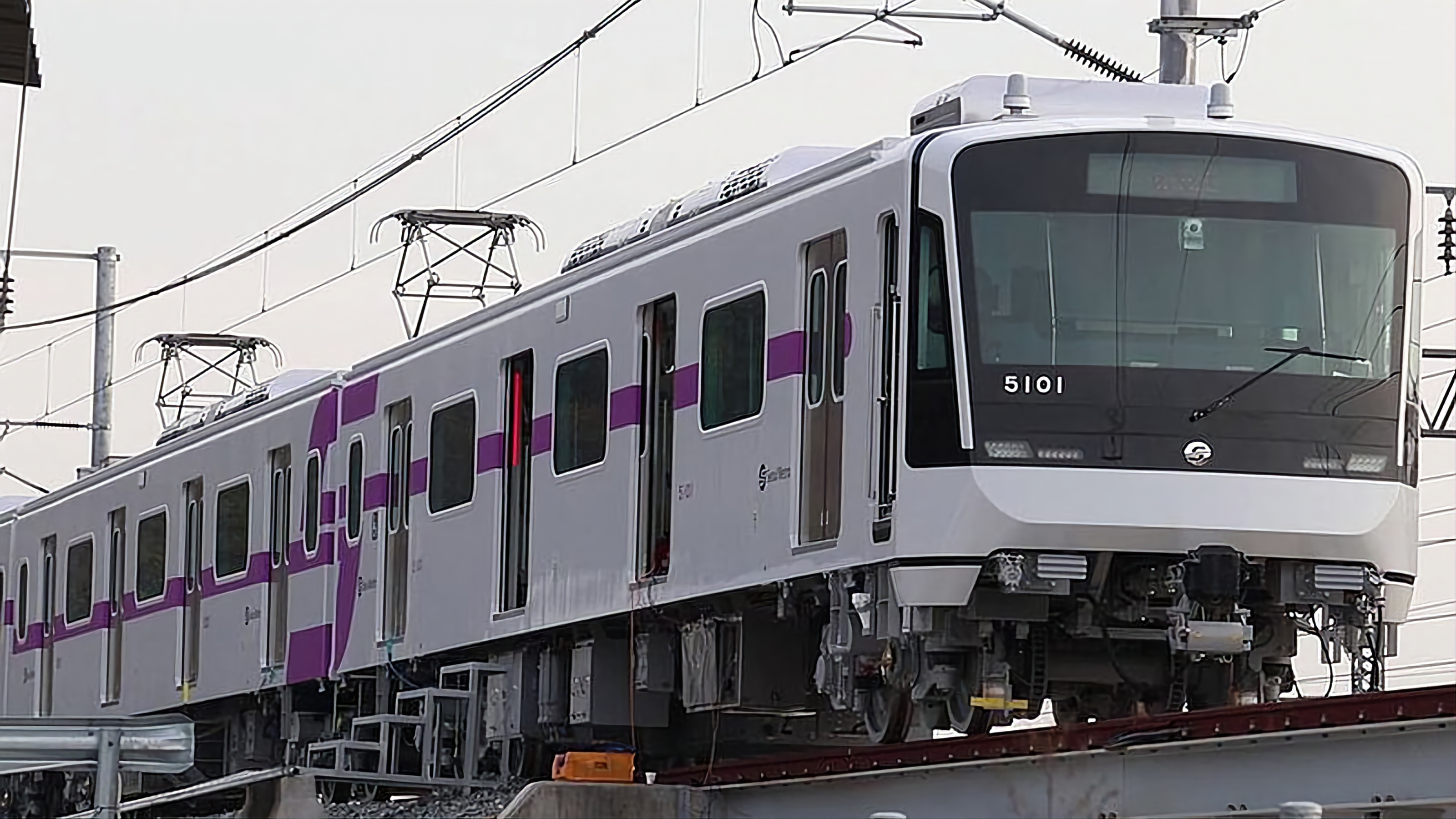
501편성

- 해당 편성: 501~525편성 (총 25개 편성)
- 제작사: 우진산전
- 제어방식: VVVF-IGBT(도시바 PMSM)

1994년 12월~1995년 6월에 도입된 1세대 전동차 노후 차량(501~525편성)의 노후 차량 교체용으로 제작된 차량이다. 추진제어장치는 서울교통공사 4000호대 VVVF 전동차 중 5차분 차량(401~426편성), 서울교통공사 7000호대 전동차 중 5차분 차량(701~717편성), 서울교통공사 8000호대 전동차 중 3차분 차량(821~829편성), 부산교통공사 1000호대 전동차 2세대 중 4차분 차량(112~145편성)과 동일한 일본 도시바가 개발한 PMSM(영구자석 동기전동기) IGBT가 장착됐다. 게이힌 급행 전철 1000형 전동차를 비롯한 큐슈여객철도 305계 전동차과 동일한 구동음이다. 501~504편성은 도입 전에, 전동역에 있는 시험선에서 시운전을 거친 바 있다.

### 5차 도입분 (2025년8월~2027년예정)
- 해당 편성: 526~551편성 (총 26개 편성)
- 제작사: 다원시스
- 제어방식: VVVF-IGBT(도시바 PMSM)

1995년 6월~10월, 1996년 2월~3월에 도입된 1~2차분(526~551편성)의 노후 차량 교체용으로 제작된 차량이다. 추진제어장치는 서울교통공사 8000호대 전동차 중 4차분 차량(801~815편성)과 동일한 일본 도시바가 개발한 PMSM(영구자석 동기전동기) IGBT가 장착됐다.

### 6차 도입분 (2027년~2028년예정)
- 해당 편성: 552~576편성 (총 25개 편성)
- 제작사: 다원시스
- 제어방식: VVVF-IGBT(도시바 PMSM)

1996년 3월~8월 도입된 2차분(552~576편성)의 노후 차량 교체용으로 제작된 차량이다. 추진제어장치는 일본 도시바가 개발한 PMSM(영구자석 동기전동기) IGBT가 장착되었다.

## 배속
- 501~536, 577~580편성: 고덕차량사업소, 8량
- 537~576편성[7]: 방화차량사업소, 8량

## 현재 운행구간
- ● 수도권 전철 5호선: 방화~하남검단산, 마천

## 현황
현재 운행 중인 차량은 굵은 글씨로 표시했다.

### 1~2차분
| 차호        | 도입 시기 | 운행 중단 시기 | 비고 |
| ----------- | --------- | -------------- | --- |
| 구 501 편성 | 1994년    | 2022년         | |
| 구 502 편성 | 1994년    | 2022년         | 추진제어장치가 ABB GTO에서 다원시스 IGBT로 변경되었다. |
| 구 503 편성 | 1995년    | 2022년         | |
| 구 504 편성 | 1995년    | 2022년         | |
| 구 505 편성 | 1995년    | 2022년         | |
| 구 506 편성 | 1995년    | 2022년         | |
| 구 507 편성 | 1995년    | 2022년         | |
| 구 508 편성 | 1995년    | 2022년         | |
| 구 509 편성 | 1995년    | 2022년         | |
| 구 510 편성 | 1995년    | 2023년         | |
| 구 511 편성 | 1995년    | 2022년         | |
| 구 512 편성 | 1995년    | 2022년         | |
| 구 513 편성 | 1995년    | 2023년         | |
| 구 514 편성 | 1995년    | 2023년         | |
| 구 515 편성 | 1995년    | 2023년         | |
| 구 516 편성 | 1995년    | 2023년         | |
| 구 517 편성 | 1995년    | 2023년         | |
| 구 518 편성 | 1995년    | 2017년         | 차체 균열로 조기 휴차됐고, 2020년 5월 24일 발산역 탈선 사고를 당한 적이 있었으며 방화차량사업소 축전지 화재사고로 인해 529편성의 5029호가 사용 불가능이 되자 5018호 객차가 529편성에 자출되었다. |
| 구 519 편성 | 1995년    | 2023년         | |
| 구 520 편성 | 1995년    | 2023년         | |
| 구 521 편성 | 1995년    | 2023년         | |
| 구 522 편성 | 1995년    | 2023년         | |
| 구 523 편성 | 1995년    | 2023년         | |
| 구 524 편성 | 1995년    | 2024년         | |
| 구 525 편성 | 1995년    | 2024년         | |
| 526 편성    | 1995년    | 운행 중        | |
| 527 편성    | 1995년    | 운행 중        | |
| 528 편성    | 1995년    | 운행 중        | |
| 529 편성    | 1995년    | 운행 중        | 2018년 6월에 방화차량기지에서 5029호 축전지 화재사고를 당한 적이 있었으며 이후 구 518편성의 5018호 객차와 연결하여 운행중이다.                                                                   |
| 530 편성    | 1995년    | 운행 중        | |
| 531 편성    | 1995년    | 운행 중        | |
| 532 편성    | 1995년    | 운행 중        | |
| 533 편성    | 1995년    | 운행 중        | |
| 534 편성    | 1995년    | 운행 중        | |
| 535 편성    | 1995년    | 운행 중        | |
| 536 편성    | 1995년    | 운행 중        | 자전거 전용칸이 설치되었다. 538편성은 객실 내 CCTV가 설치됐다. |
| 537 편성    | 1995년    | 운행 중        | 자전거 전용칸이 설치되었다. 538편성은 객실 내 CCTV가 설치됐다. |
| 538 편성    | 1995년    | 운행 중        | 자전거 전용칸이 설치되었다. 538편성은 객실 내 CCTV가 설치됐다. |
| 539 편성    | 1995년    | 운행 중        | |
| 540 편성    | 1995년    | 운행 중        | |
| 541 편성    | 1995년    | 운행 중        | |
| 542 편성    | 1995년    | 운행 중        | |
| 543 편성    | 1995년    | 운행 중        | |
| 544 편성    | 1995년    | 운행 중        | |
| 545 편성    | 1995년    | 운행 중        | |
| 546 편성    | 1995년    | 운행 중        | |
| 547 편성    | 1996년    | 운행 중        | |
| 548 편성    | 1996년    | 운행 중        | |
| 549 편성    | 1996년    | 운행 중        | |
| 550 편성    | 1996년    | 운행 중        | |
| 551 편성    | 1996년    | 운행 중        | |
| 552 편성    | 1996년    | 운행 중        | |
| 553 편성    | 1996년    | 운행 중        | |
| 554 편성    | 1996년    | 운행 중        | |
| 555 편성    | 1996년    | 운행 중        | |
| 556 편성    | 1996년    | 운행 중        | |
| 557 편성    | 1996년    | 운행 중        | |
| 558 편성    | 1996년    | 운행 중        | |
| 559 편성    | 1996년    | 운행 중        | |
| 560 편성    | 1996년    | 운행 중        | 자전거 전용칸이 설치되었다. |
| 561 편성    | 1996년    | 운행 중        | 자전거 전용칸이 설치되었다. |
| 562 편성    | 1996년    | 운행 중        | |
| 563 편성    | 1996년    | 운행 중        | |
| 564 편성    | 1996년    | 운행 중        | |
| 565 편성    | 1996년    | 운행 중        | |
| 566 편성    | 1996년    | 운행 중        | |
| 567 편성    | 1996년    | 운행 중        | |
| 568 편성    | 1996년    | 운행 중        | |
| 569 편성    | 1996년    | 운행 중        | |
| 570 편성    | 1996년    | 운행 중        | |
| 571 편성    | 1996년    | 운행 중        | |
| 572 편성    | 1996년    | 운행 중        | |
| 573 편성    | 1996년    | 운행 중        | |
| 574 편성    | 1996년    | 운행 중        | |
| 575 편성    | 1996년    | 운행 중        | |
| 576 편성    | 1996년    | 운행 중        | |

### 3~6차분
| 차호     | 도입 시기            | 운행 중단 시기 | 비고 |
| -------- | -------------------- | -------------- | --- |
| 501 편성 | 2021년               | 운행 중        | 자전거 전용칸이 설치되었다. 513편성은 서울 지하철 5호선 방화 사건으로 휴차 중이다. 추후에 운행복귀할 예정이다. |
| 502 편성 | 2021년               | 운행 중        | 자전거 전용칸이 설치되었다. 513편성은 서울 지하철 5호선 방화 사건으로 휴차 중이다. 추후에 운행복귀할 예정이다. |
| 503 편성 | 2021년               | 운행 중        | 자전거 전용칸이 설치되었다. 513편성은 서울 지하철 5호선 방화 사건으로 휴차 중이다. 추후에 운행복귀할 예정이다. |
| 504 편성 | 2021년               | 운행 중        | 자전거 전용칸이 설치되었다. 513편성은 서울 지하철 5호선 방화 사건으로 휴차 중이다. 추후에 운행복귀할 예정이다. |
| 505 편성 | 2021년               | 운행 중        | 자전거 전용칸이 설치되었다. 513편성은 서울 지하철 5호선 방화 사건으로 휴차 중이다. 추후에 운행복귀할 예정이다. |
| 506 편성 | 2021년               | 운행 중        | 자전거 전용칸이 설치되었다. 513편성은 서울 지하철 5호선 방화 사건으로 휴차 중이다. 추후에 운행복귀할 예정이다. |
| 507 편성 | 2021년               | 운행 중        | 자전거 전용칸이 설치되었다. 513편성은 서울 지하철 5호선 방화 사건으로 휴차 중이다. 추후에 운행복귀할 예정이다. |
| 508 편성 | 2021년               | 운행 중        | 자전거 전용칸이 설치되었다. 513편성은 서울 지하철 5호선 방화 사건으로 휴차 중이다. 추후에 운행복귀할 예정이다. |
| 509 편성 | 2021년               | 운행 중        | 자전거 전용칸이 설치되었다. 513편성은 서울 지하철 5호선 방화 사건으로 휴차 중이다. 추후에 운행복귀할 예정이다. |
| 510 편성 | 2021년               | 운행 중        | 자전거 전용칸이 설치되었다. 513편성은 서울 지하철 5호선 방화 사건으로 휴차 중이다. 추후에 운행복귀할 예정이다. |
| 511 편성 | 2022년               | 운행 중        | 자전거 전용칸이 설치되었다. 513편성은 서울 지하철 5호선 방화 사건으로 휴차 중이다. 추후에 운행복귀할 예정이다. |
| 512 편성 | 2022년               | 운행 중        | 자전거 전용칸이 설치되었다. 513편성은 서울 지하철 5호선 방화 사건으로 휴차 중이다. 추후에 운행복귀할 예정이다. |
| 513 편성 | 2022년               | 휴차 중        | 자전거 전용칸이 설치되었다. 513편성은 서울 지하철 5호선 방화 사건으로 휴차 중이다. 추후에 운행복귀할 예정이다. |
| 514 편성 | 2022년               | 운행 중        | 자전거 전용칸이 설치되었다. 513편성은 서울 지하철 5호선 방화 사건으로 휴차 중이다. 추후에 운행복귀할 예정이다. |
| 515 편성 | 2022년               | 운행 중        | 자전거 전용칸이 설치되었다. 513편성은 서울 지하철 5호선 방화 사건으로 휴차 중이다. 추후에 운행복귀할 예정이다. |
| 516 편성 | 2022년               | 운행 중        | 자전거 전용칸이 설치되었다. 513편성은 서울 지하철 5호선 방화 사건으로 휴차 중이다. 추후에 운행복귀할 예정이다. |
| 517 편성 | 2022년               | 운행 중        | 자전거 전용칸이 설치되었다. 513편성은 서울 지하철 5호선 방화 사건으로 휴차 중이다. 추후에 운행복귀할 예정이다. |
| 518 편성 | 2022년               | 운행 중        | 자전거 전용칸이 설치되었다. 513편성은 서울 지하철 5호선 방화 사건으로 휴차 중이다. 추후에 운행복귀할 예정이다. |
| 519 편성 | 2022년               | 운행 중        | 자전거 전용칸이 설치되었다. 513편성은 서울 지하철 5호선 방화 사건으로 휴차 중이다. 추후에 운행복귀할 예정이다. |
| 520 편성 | 2022년               | 운행 중        | 자전거 전용칸이 설치되었다. 513편성은 서울 지하철 5호선 방화 사건으로 휴차 중이다. 추후에 운행복귀할 예정이다. |
| 521 편성 | 2022년               | 운행 중        | 자전거 전용칸이 설치되었다. 513편성은 서울 지하철 5호선 방화 사건으로 휴차 중이다. 추후에 운행복귀할 예정이다. |
| 522 편성 | 2022년               | 운행 중        | 자전거 전용칸이 설치되었다. 513편성은 서울 지하철 5호선 방화 사건으로 휴차 중이다. 추후에 운행복귀할 예정이다. |
| 523 편성 | 2022년               | 운행 중        | 자전거 전용칸이 설치되었다. 513편성은 서울 지하철 5호선 방화 사건으로 휴차 중이다. 추후에 운행복귀할 예정이다. |
| 524 편성 | 2022년               | 운행 중        | 자전거 전용칸이 설치되었다. 513편성은 서울 지하철 5호선 방화 사건으로 휴차 중이다. 추후에 운행복귀할 예정이다. |
| 525 편성 | 2023년               | 운행 중        | 자전거 전용칸이 설치되었다. 513편성은 서울 지하철 5호선 방화 사건으로 휴차 중이다. 추후에 운행복귀할 예정이다. |
| 526 편성 | 2025년 예정          | 도입 예정      | |
| 527 편성 | 2025년~2027년 예정   | 제작 예정      | |
| 528 편성 | 2025년~2027년 예정   | 제작 예정      | |
| 529 편성 | 2025년~2027년 예정   | 제작 예정      | |
| 530 편성 | 2025년~2027년 예정   | 제작 예정      | |
| 531 편성 | 2025년~2027년 예정   | 제작 예정      | |
| 532 편성 | 2025년~2027년 예정   | 제작 예정      | |
| 533 편성 | 2025년~2027년 예정   | 제작 예정      | |
| 534 편성 | 2025년~2027년 예정   | 제작 예정      | |
| 535 편성 | 2025년~2027년 예정   | 제작 예정      | |
| 536 편성 | 2025년~2027년 예정   | 제작 예정      | |
| 537 편성 | 2025년~2027년 예정   | 제작 예정      | |
| 538 편성 | 2025년~2027년 예정   | 제작 예정      | |
| 539 편성 | 2025년~2027년 예정   | 제작 예정      | |
| 540 편성 | 2025년~2027년 예정   | 제작 예정      | |
| 541 편성 | 2025년~2027년 예정   | 제작 예정      | |
| 542 편성 | 2025년~2027년 예정   | 제작 예정      | |
| 543 편성 | 2025년~2027년 예정   | 제작 예정      | |
| 544 편성 | 2025년~2027년 예정   | 제작 예정      | |
| 545 편성 | 2025년~2027년 예정   | 제작 예정      | |
| 546 편성 | 2025년~2027년 예정   | 제작 예정      | |
| 547 편성 | 2025년~2027년 예정   | 제작 예정      | |
| 548 편성 | 2025년~2027년 예정   | 제작 예정      | |
| 549 편성 | 2025년~2027년 예정   | 제작 예정      | |
| 550 편성 | 2025년~2027년 예정   | 제작 예정      | |
| 551 편성 | 2025년~2027년 예정   | 제작 예정      | |
| 552 편성 | 2027년 ~ 2028년 예정 | 제작 예정      | |
| 553 편성 | 2027년 ~ 2028년 예정 | 제작 예정      | |
| 554 편성 | 2027년 ~ 2028년 예정 | 제작 예정      | |
| 555 편성 | 2027년 ~ 2028년 예정 | 제작 예정      | |
| 556 편성 | 2027년 ~ 2028년 예정 | 제작 예정      | |
| 557 편성 | 2027년 ~ 2028년 예정 | 제작 예정      | |
| 558 편성 | 2027년 ~ 2028년 예정 | 제작 예정      | |
| 559 편성 | 2027년 ~ 2028년 예정 | 제작 예정      | |
| 560 편성 | 2027년 ~ 2028년 예정 | 제작 예정      | |
| 561 편성 | 2027년 ~ 2028년 예정 | 제작 예정      | |
| 562 편성 | 2027년 ~ 2028년 예정 | 제작 예정      | |
| 563 편성 | 2027년 ~ 2028년 예정 | 제작 예정      | |
| 564 편성 | 2027년 ~ 2028년 예정 | 제작 예정      | |
| 565 편성 | 2027년 ~ 2028년 예정 | 제작 예정      | |
| 566 편성 | 2027년 ~ 2028년 예정 | 제작 예정      | |
| 567 편성 | 2027년 ~ 2028년 예정 | 제작 예정      | |
| 568 편성 | 2027년 ~ 2028년 예정 | 제작 예정      | |
| 569 편성 | 2027년 ~ 2028년 예정 | 제작 예정      | |
| 570 편성 | 2027년 ~ 2028년 예정 | 제작 예정      | |
| 571 편성 | 2027년 ~ 2028년 예정 | 제작 예정      | |
| 572 편성 | 2027년 ~ 2028년 예정 | 제작 예정      | |
| 573 편성 | 2027년 ~ 2028년 예정 | 제작 예정      | |
| 574 편성 | 2027년 ~ 2028년 예정 | 제작 예정      | |
| 575 편성 | 2027년 ~ 2028년 예정 | 제작 예정      | |
| 576 편성 | 2027년 ~ 2028년 예정 | 제작 예정      | |
| 577 편성 | 2018년               | 운행 중        | |
| 578 편성 | 2018년               | 운행 중        | |
| 579 편성 | 2018년               | 운행 중        | |
| 580 편성 | 2018년               | 운행 중        | |

## 반입 과정

### 고덕기지소속 501~527편성
현대정공이 소재한 경상남도 창원시 진해선 신창원에서 경전선, 경부선, 과천선, 서울 지하철 4호선을 거쳐 충무로의 연결선을 통하여 서울 지하철 3호선을 경유 후 수서차량사업소까지 이동하였다. 그 다음 수서 종단부와 중대로가 접한 지점에 설치된 수직 반출구로 대형크레인이 전동차를 수직 인양하였다. 중대로 위에 가설된 임시 반입선을 거쳐 수도권 전철 8호선 가락시장에서 송파 쪽으로 갈 때 방이 쪽으로 연결되어 있는 수도권 전철 5호선 연결선을 통하여 고덕차량사업소까지 이동하였다. (216량, 501~527편성) 다만, 528편성부터는 방화차량기지 소속 차량이 반입된 경로를 이용하여 반입되었고 528편성은 방화차량사업소로 운송이 이루어졌다. 따라서, 528~538편성은 1996년 3월 20일 방화~까치산 구간 개통에 대비하여 반입되었고, 전 구간 개통 이후 고덕차량사업소 소속으로 들어갔다. 이후 537~538편성은 하남선 구간 개통 이후 방화차량기지 소속으로 들어갔다.

### 고덕기지소속 528~536편성,방화기지소속 537~576편성,고덕기지소속 577~580편성
현대정공과 현대로템이 소재한 경상남도 창원시 진해선 신창원에서 경전선, 경부선, 서울 지하철 1호선을 경유 신설동 지하 3층에 위치한 연결선을 거쳐 서울 지하철 2호선 성수지선과 성수에서 내선 (건대입구 방면)을 경유하여 신도림으로 이동하였다. 이후 신도림에서 2호선 신정지선을 거쳐서 신정네거리과 까치산 사이에 있는 연결선을 통하여 528~576편성은 방화차량기지로, 577~580편성은 고덕차량기지로 운송이 이루어졌다. 다만, 528~538편성은 1996년 12월 30일 전 구간 개통 이후 고덕차량기지 소속으로 들어갔다. 이후 537~538편성은 하남선 구간 개통 이후 방화차량기지 소속으로 들어갔다.

### 고덕기지소속 501~525편성
우진산전이 소재한 충청북도 증평군 충북선 도안에서 경부선, 서울 지하철 1호선을 경유 신설동 지하 3층에 위치한 연결선을 거쳐 서울 지하철 2호선 성수지선과 성수에서 내선 (건대입구 방면)을 경유하여 신도림으로 이동하였다. 이후 신도림에서 2호선 신정지선을 거쳐서 신정네거리와 까치산 사이에 있는 연결선을 통하여 반입이 이루어졌다.

## 문제점

### 소음
5호선 전동차는 대차에 세브론 고무를 사용하고 있는데, 세브론 고무를 사용한 대차는 차륜의 사행동(蛇行動, snake motion)에 대비하여 요댐퍼와 같은 안티롤링 장치 등을 설치하여 사행동을 방지하여야 하나 이것을 설치하지 않아 차륜 및 대차의 사행동으로 인해 주행 소음이 더 심한 편이다.
특히, 5호선은 노선의 특성상 곡선반경 250m 이내의 곡선과 하저터널에 의한 급구배 구간이 잦고 전 구간이 콘크리트 도상으로 되어 있어 상대적으로 주행소음의 난반사가 심해 특정 구간의 주행소음은 서울 시내 지하철 전 구간을 통틀어 최고를 기록하고 있다. 이에 대하여 서울특별시 도시철도공사 측에선 방음 패드 사용 등의 대책을 세우고 있다.
또한 설계 당시 지하 구간에서 자갈 대신 콘크리트 도상을 사용한 것도 소음 문제의 원인이다. 게다가 5호선의 지상 구간은 없고, 모든 구간을 지하로 주행한다. 자갈 도상의 경우 자갈 사이의 빈 공간을 통해 소음을 흡수할 수 있지만, 콘크리트 도상은 소음이 잘 반사된다. 따라서 직선 주로에선 큰 문제가 없지만, 곡선 주로에서는 엄청난 소음이 나게 된다. 심지어 한강 구간도 하저 터널로 한강 아래를 지나가기 때문에 소음이 가장 크다.(1세대 도입 당시 지상전용 인버터를 이용한 바람에 구동음도 다른 열차들보다 시끄러운 편이다.)

## 특이사항

### 측면 창문 부분 스테인리스 광택
구 501~구 521편성은 도입 당시 창문 부분 스테인리스가 무광택인 상태로 반입이 이루어졌다.

### 측면 안내 게시기 작동 중단
스크린도어 설치 이후 모든 측면 행선 안내기 소등 후 서울교통공사 로고가 붙여졌다.

### 자전거전용칸 개조
2009년부터 자출족들의 이동 편의를 위하여 1차분 536~538, 2차분 560~561편성은 전동차 Tc(운전실이 있는 칸) 맨 앞에 자전거 전용칸 개조가 이루어졌다.(즉, 자전거의 경우 주인이 직접 들고 다녀야 한다.)

### CCTV설치
2010년부터 1차분 538편성의 차내 CCTV가 설치되어 운영 중이다. 3차분부터는 도입 당시부터 CCTV가 설치되었다.

## 사진

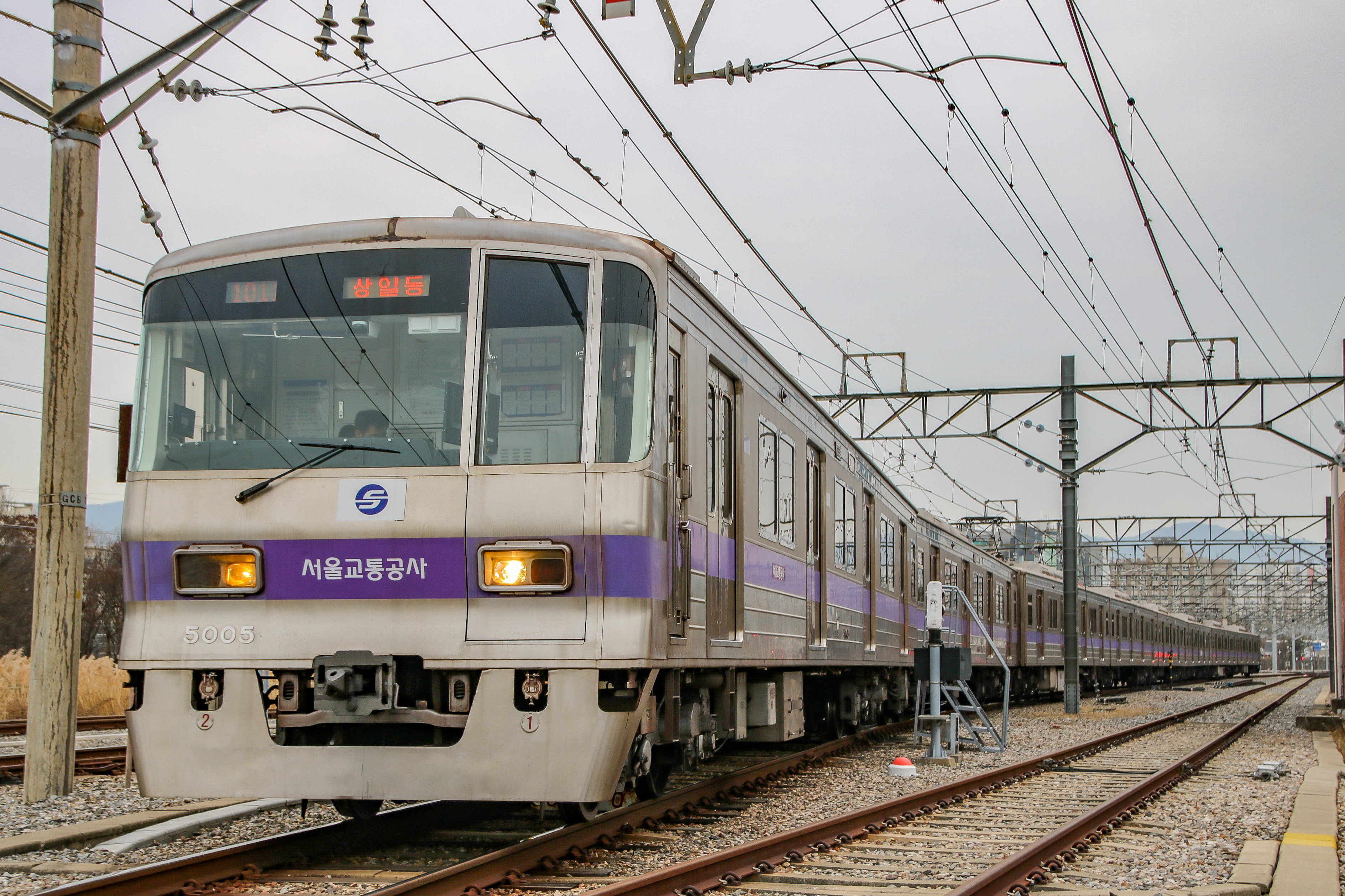
구 505편성(2022년 3월 2일 폐차)
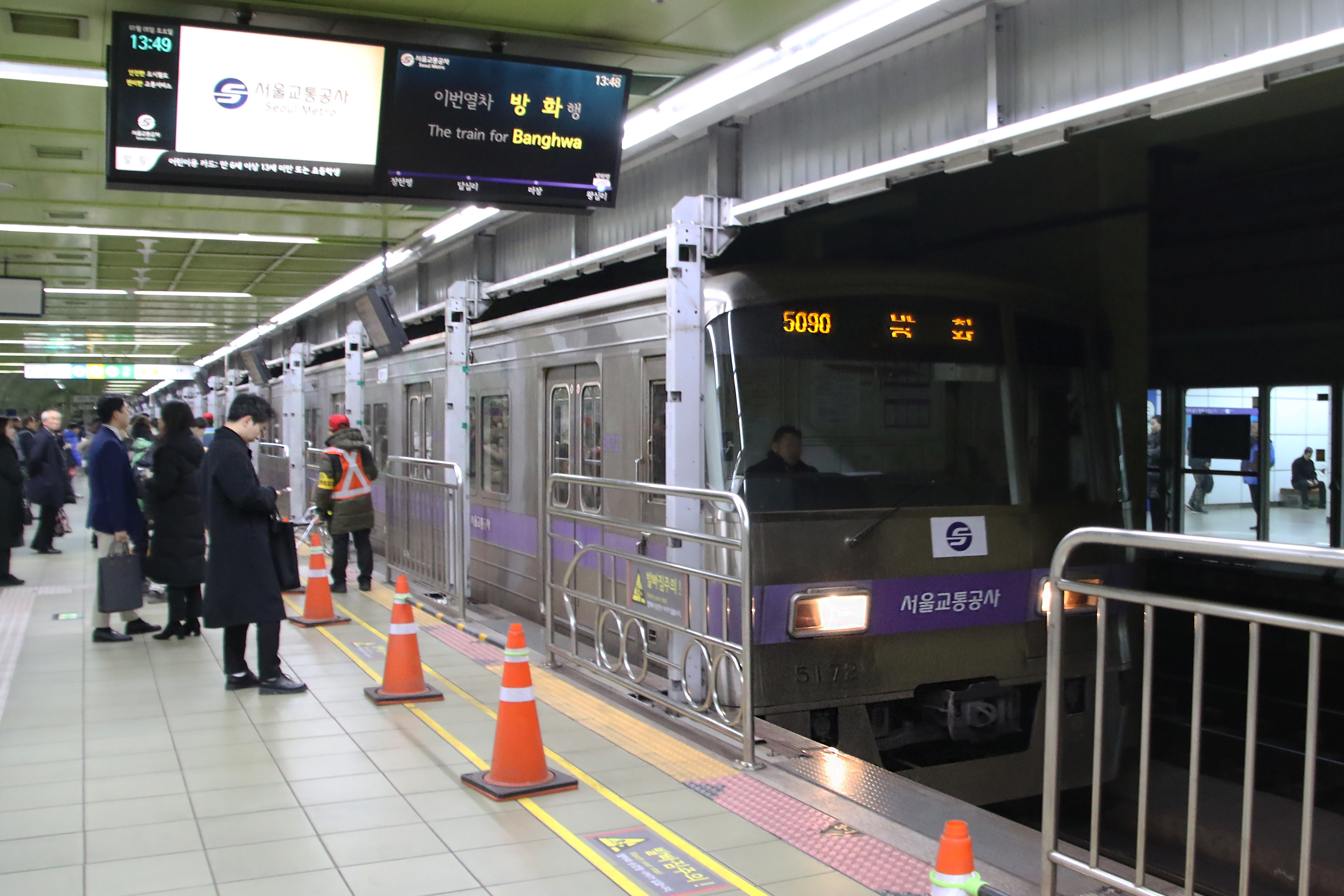
572편성
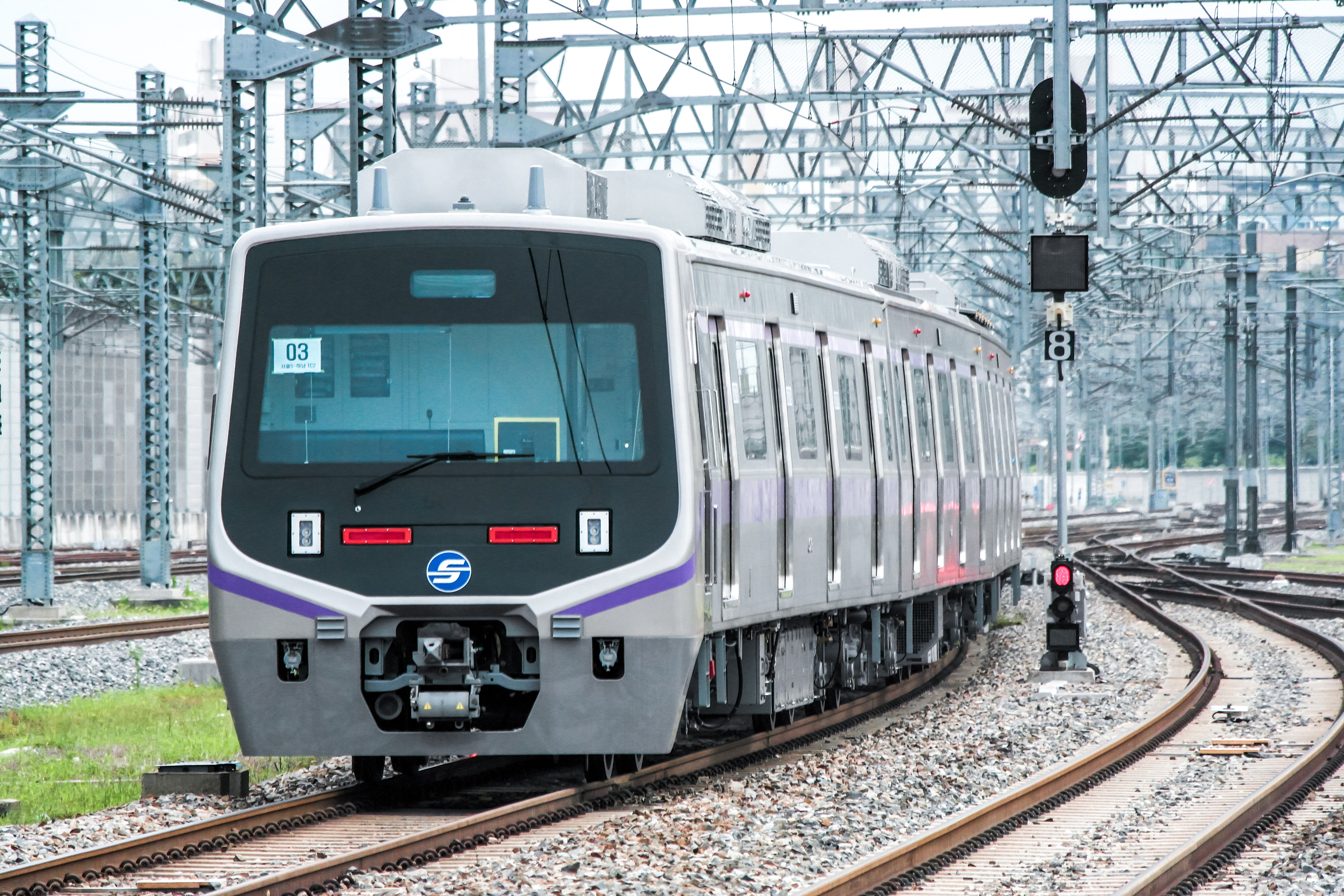
579편성
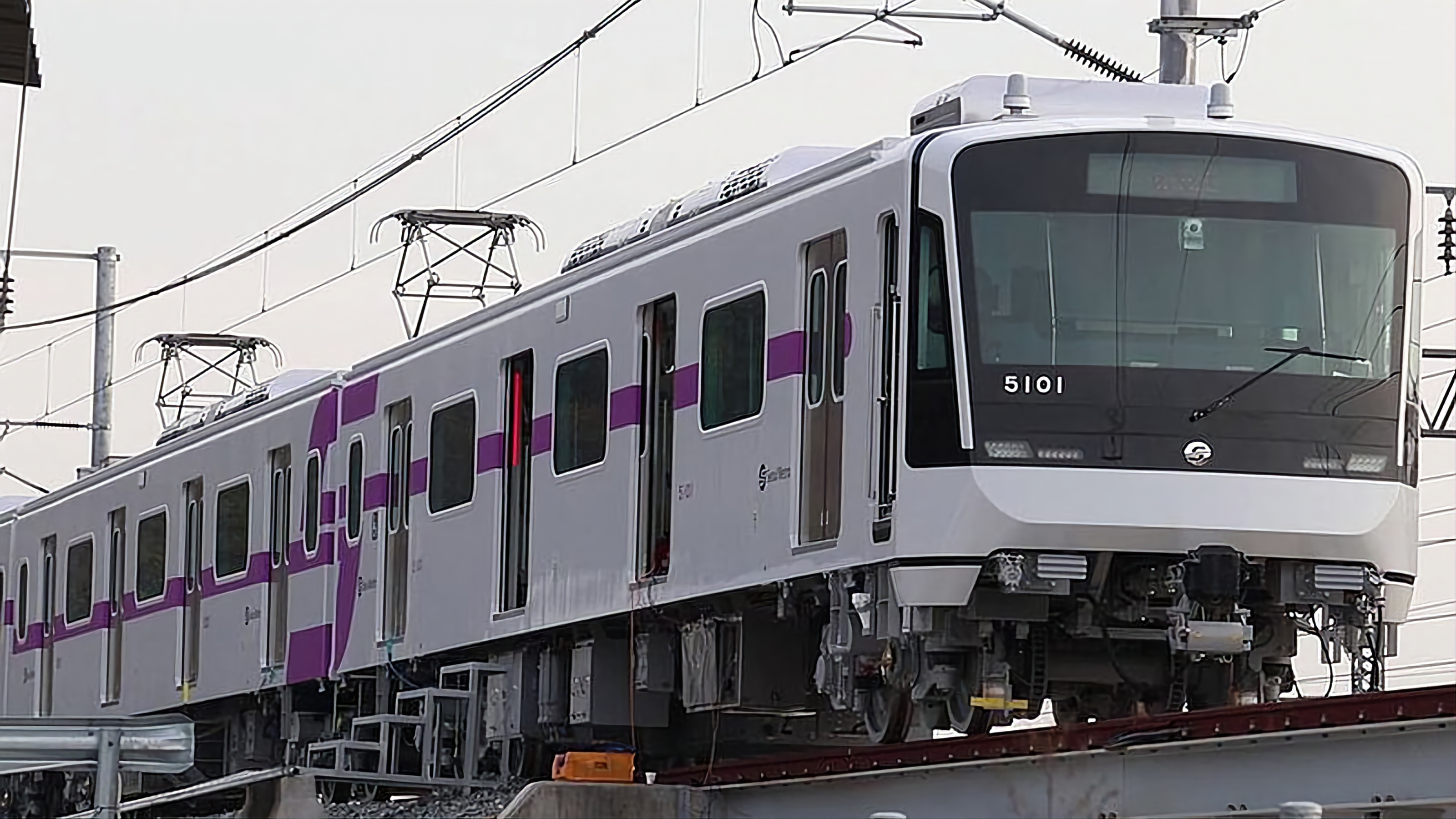
501편성
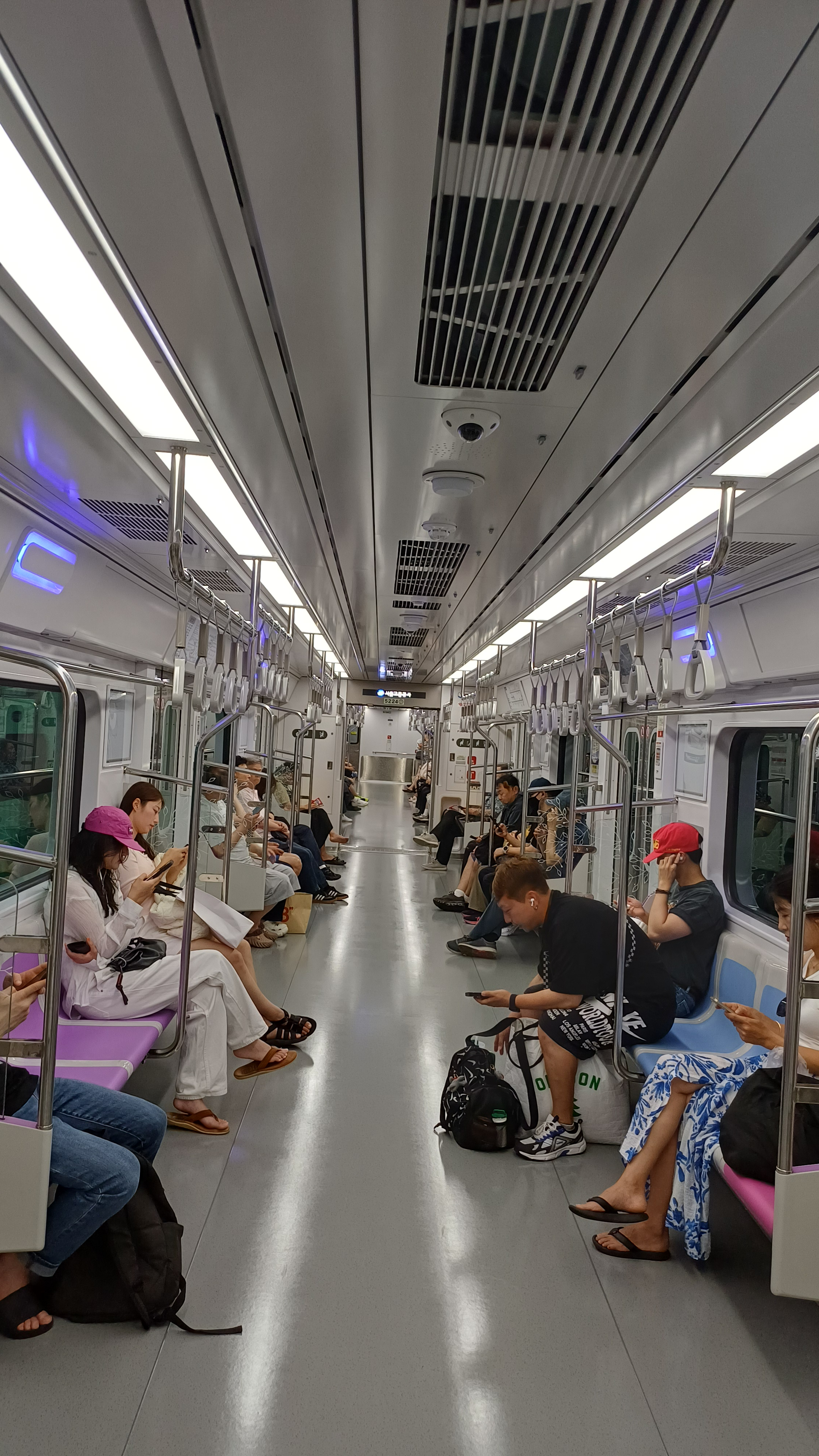
서울교통공사 524편성 내부
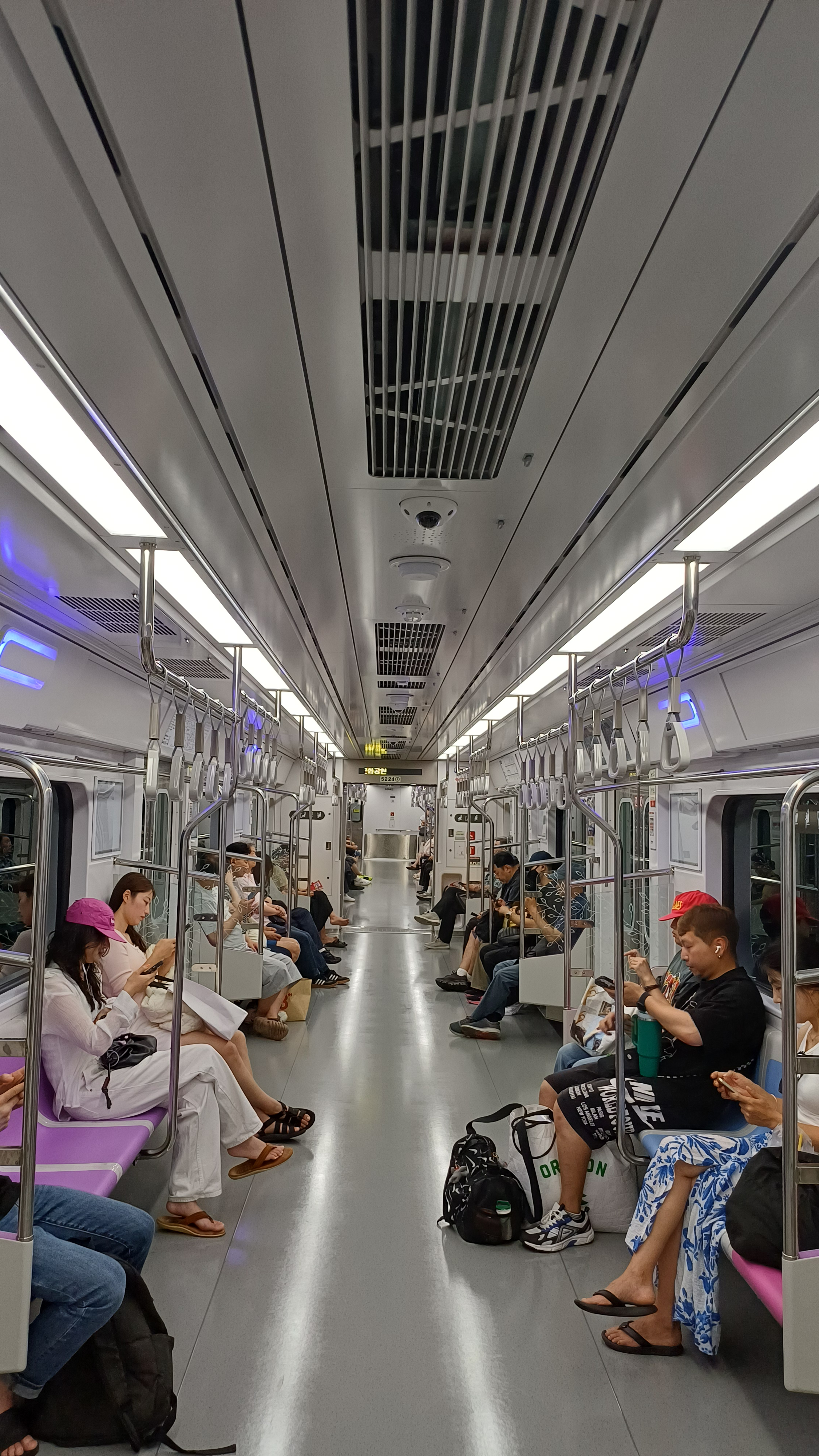
서울교통공사 524편성 내부 2

## 같이 보기
- 서울교통공사
- 수도권 전철 5호선
- 서울교통공사 6000호대 전동차
- 서울교통공사 7000호대 전동차
- 서울교통공사 8000호대 전동차
- 인천교통공사 SR000호대 전동차